# Henry Grey, X conte di Kent
Henry Grey (Burbage, 24 novembre 1594 – Burbage, 28 maggio 1651) è stato un nobile e politico inglese.

## Biografia
Era figlio di Anthony Grey, IX conte di Kent e di Magdalene Purefoy, figlia di William Purefoy di Caldecote, nel Warwickshire
Divenne Lord Ruthin il 21 novembre 1639. Nell'aprile del 1640 venne eletto membro del Parlamento per il Leicestershire.
Il 4 giugno 1642 venne scelto dal parlamento come primo commissario della milizia nel Leicestershire.
Ereditò il titolo di conte di Kent alla morte di suo padre nel 1643. il 16 agosto 1644 divenne commissario della corte marziale e il 24 agosto Lord luogotenente del Rutland. Divenne portavoce della Camera dei lord il 13 febbraio 1645.
Coprì il ruolo di primo commissario del gran sigillo il 20 marzo 1645 e continuò tale ufficio fino al 30 ottobre 1646, quando l'incarico venne dato ai portavoce delle due camere.
Fu Custos rotulorum del Bedfordshire e venne nominato Lord luogotenente del Bedfordshire dal parlamento il 2 luglio 1646, ruolo che mantenne fino alla morte.
Divenne portavoce della Camera dei lord il 6 settembre 1647 e membro della commissione and became a member of the della marina e dei costumi il 17 dicembre 1647. Fu uno dei lords commissari che emisero le quattro bolle dirette al re presso l'isola di Wight, e dovette riportarli senza firma. Nel gennaio 1648 fu selezionato per sostituire Robert Devereux, III conte di Essex come uno dei sette pari alla Derby House Committee subito dopo essa sostituì la Committee of Both Kingdoms come corpo proto-esecutivo principale del Parlamento.
Il 17 marzo 1648 Grey fu rinominato capo commissario del gran sigillo insieme con un altro lord e due comuni ma non prese parte al processo contro il re. Egli rimase nel suo ufficio fino a quando i comuni votarono l'abolizione della camera dei lords il 6 febbraio 1649 e due giorni dopo prese il sigillo nelle sue mani.
Morì nel 1651 e un monumento in suo onore venne eretto dalla sua vedova nella chiesa di Flitton, nel Bedfordshire. Il suo titolo passò a suo figlio Anthony.
Grey si sposò due volte. La prima moglie fu Mary Courteen, figlia di Sir William Courteen, che gli diede un figlio morto giovane:
- Henry Grey.

Mary morì il 9 marzo 1644 e Grey si risposò di nuovo il 1º agosto 1644 con Annabel, figlia di Sir Anthony Benn. La coppia ebbe due figli:
- Anthony Grey, XI conte di Kent
- Elizabeth Grey che sposò Banastre Maynard, III barone Maynard[4].